# Souljacker
Souljacker è il quarto album discografico in studio del gruppo musicale statunitense Eels, pubblicato nel 2001.

## Tracce
1. Dog Faced Boy – 3:17
2. That's Not Really Funny – 3:19
3. Fresh Feeling – 3:37
4. Woman Driving, Man Sleeping – 3:30
5. Souljacker part I – 3:15
6. Friendly Ghost – 3:22
7. Teenage Witch – 4:44
8. Bus Stop Boxer – 3:42
9. Jungle Telegraph – 3:39
10. World of Shit – 3:29
11. Souljacker part II – 1:58
12. What Is This Note? – 2:28

## Dischi bonus
22 Miles of Hard Road
Nel Regno Unito
1. I Write the B-Sides – 3:55
2. Hidden Track – 4:25
3. Jehovah's Witness – 3:39
4. Mr. E's Beautiful Remix (Butch 'n' Joey Remix) – 3:53

Rotten World Blues
Negli Stati Uniti
1. I Write the B-Sides – 3:55
2. Hidden Track – 4:25
3. Jehovah's Witness – 3:39
4. Rotten World Blues – 2:44